# Thereva hyalina
Thereva hyalina är en tvåvingeart som beskrevs av Krober 1913. Thereva hyalina ingår i släktet Thereva och familjen stilettflugor. Inga underarter finns listade i Catalogue of Life.